# Stefan Dings
Stephanus Johannes (Stefan) Dings (ook: Stephan Dings en S.J. Dings) (Tegelen, 11 maart 1895 – Maastricht, 16 augustus 1971) was een Nederlands architect.
In de jaren 20 en 30 van de 20e eeuw ontwierp hij vooral voor zijn woonplaats Beek. Veel van zijn werk had betrekking op gebouwen van rooms-katholieke signatuur: kerken, kloosters, kapellen en dergelijke. De kerken zijn voornamelijk in traditionalistische stijl. Na de Tweede Wereldoorlog was hij geïnspireerd door de Bossche School, waartoe hij de cursus Kerkelijke Architectuur heeft gevolgd. Veel van zijn ontwerpen waren toen in basilicastijl.
Tot zijn werk behoren:
- Sint-Martinuskerk te Horn (1936)
- Carmelitessenklooster te Beek (1936)
- Geloërkapel in Belfeld (1938)
- Sint-Urbanuskerk te Belfeld (1950)
- Onze-Lieve-Vrouw Hulp der Christenenkerk te Stein (1954)
- Onbevlekt Hart van Mariakerk te Moorveld (1954)
- Mariakerk te Elsloo (1959)
- Kloostergebouw Paters H. Harten te Rosmalen (1932)